# 카가 마리코
카가 마리코(Mariko Kaga, 1943년 12월 11일 ~ )는 일본의 배우, 탤런트이다.
도쿄에서 태어났다.

## 방송
- 평온한 고향
- 5→9 ~나를 사랑한 스님~
- 플라토닉
- 도쿄밴드왜건~도시 대가족 이야기
- Around40 ~주문 많은 여자들~

## 영화
- 매화나무를 자르지 않는 바보 (2021년) - 야마다 타마코 역
- 평온한 고향 (2017년)
- 5시부터 9시까지 ~나를 사랑한 스님~ (2015년)
- 플라토닉 (2014년)
- 도쿄밴드왜건~도시 대가족 이야기 (2013년)
- 신의 카르테 (2011년)
- 양과자점 코안도르 (2011년)
- 수프 오페라 (2010년)
- 해피 버스데이 (2009년)
- 로또 6으로 3억 2천만엔에 당첨된 남자 (2008년)
- 꽃보다 남자 (2005년) - 카에데 도우묘우지 역
- 다나카 히로시의 모든 것 (2005년)
- 로맨스 (1999년)
- 너의 손이 속삭이고 있어 (1997년) - 노베 마사에 역
- 벌레 (1997년)
- 모리 모토나리 (1997년)
- 러브 레터 (1995년) - 남자 이츠키의 엄마 역
- 반짝 반짝 빛나는 (1992년)
- 어 퍼시티 오브 플라잉 드림즈 (1990년) - 야스코 타우라 역
- 기묘한 이야기 - 1990~92년 시리즈 (1990년)
- 도돈굴천 (1982년)
- 강간 (1982년)
- 마지막 연가 (1981년)
- 아지랑이좌 (1981년)
- 진흙강 (1981년)
- 저녁까지 (1980년) - 유코 역
- 계산의 시간 (1968년)
- 날 수 없는 침묵 (1966년)
- 우츠쿠시사 토 가나시미 토 (1965년)
- 열락 (1965년)
- 가와이타 하나 (1964년)
- 무와 당근 (1964년)
- 무뢰한 (1964년)
- 월요일의 유카 (1964년)
- 사투의 전설 (1963년)